# 峨眉方秆蕨
峨眉方秆蕨（学名：Glaphyropteridopsis emeiensis）为金星蕨科方秆蕨属下的一个种。其种加词“emeiensis”意为“四川峨眉山的”。